# Ом Парват
Ом Парват (також Аді-Кайлаш, Малий Кайлаш, пік Джонглінгконг, Баба Кайлаш, Чхота Кайлаш) — гора в Гімалаях, розташована на території округу Пітхорагарх в індійського штаті Уттаракханд і району Дарчула в західному Непалі. Висота гори — 6191 метр. Шанується індуїстами як священна.
Вічні сніги, що лежать на Ом Парваті, за формою нагадують священний індуїстський символ «Ом» (ॐ). Ом Парват безперечно схожа на гору Кайлаш в Тибеті. Біля підніжжя гори Ом Парват розташовані озера Парваті і Джонглінгконг. Джонглінгконг, подібно до Манасаровару, є священним озером для індуїстів. Навпроти Ом Парвату розташована гора Парваті-мухар.
Гора Ом Парват — яблуко розбрату між Індією і Непалом, які не можуть домовиться про пограничну лінію між двома країнами. Гора Ом Парват нині розташовується на Індо-непальському кордоні; її сторона із символом ОМ(АУМ — Омкара) [Архівовано 4 березня 2016 у Wayback Machine.] — в Індії, а протилежний бік у в Непалі. Гора Ом Парват уперше була підкорена 8 жовтня 2004 року групою альпіністів з Англії, Шотландії і США. З поваги до священного статусу гори, альпіністи не піднялися на саму верхівку.